# Cleveland Rams 1936
La stagione 1936 dei Cleveland Rams è stata la prima e unica della franchigia nella seconda incarnazione dell'American Football League. I Rams avrebbero dovuto disputare la finale con i Boston Shamrocks ma i giocatori di Boston rifiutarono di disputare la partita, così a Cleveland fu assegnato il automaticamente il titolo. Tuttavia, gli Shamrocks, che avevano terminato col miglior record della stagione regolare, sono spesso accreditati come i campioni della lega in diverse pubblicazioni.

## Calendario
| Stagione regolare |                      |           |
| Turno             | Avversario           | Risultato |
| 1                 | Syracuse Braves      | V 26–0    |
| 2                 | Boston Shamrocks     | S 0–9     |
| 3                 | New York Yankees     | V 27–0    |
| 4                 | at New York Yankees  | P 0–0     |
| 5                 | Pittsburgh Americans | P 7–7     |
| 6                 | Brooklyn Tigers      | V 15–14   |
| 7                 | at Boston Shamrocks  | V 34–26   |
| 8                 | New York Yankees     | S 7–15    |
| 9                 | at Rochester Tigers  | V 7–6     |

## Classifica
| Classifiche               |   |   |   |
| Squadra                   | V | S | P |
| Boston Shamrocks          | 8 | 3 | 0 |
| Cleveland Rams            | 5 | 2 | 2 |
| New York Yankees          | 5 | 3 | 2 |
| Pittsburgh Americans      | 3 | 2 | 1 |
| Syracuse/Rochester Braves | 1 | 6 | 0 |
| Brooklyn/Rochester Tigers | 0 | 6 | 1 |